# 국도 제464호선 (일본)
일본 464번 국도(일본어: 国道464号→국도 464호)는 일본의 일반 국도 노선으로 지바현 마쓰도시와 나리타시를 이어주며, 총 연장은 47.5 km이다. 주변에 지바 뉴타운이 있다.

## 역사
- 1993년 4월 1일: 국도 제464호선 지정
  - 53번, 58번, 66번, 302번 지바현도가 464번 국도로 승격되었다.

## 접속 도로 및 시설
| 접속 도로 및 시설                                       | 소재지 | 소재지     |
| ------------------------------------------------------- | ------ | ---------- |
| 6번 국도                                                | 지바현 | 마쓰도시   |
| 180번 지바현도                                          | 지바현 | 마쓰도시   |
| 아키야마 역 (호쿠소 철도 호쿠소 선)                     | 지바현 | 마쓰도시   |
| 51번 지바현도                                           | 지바현 | 마쓰도시   |
| 동일본 여객철도 무사시노 선                             | 지바현 | 마쓰도시   |
| 오마치 역 (호쿠소 철도 호쿠소 선)                       | 지바현 | 이치카와시 |
| 구누기야마 역 (신케이세이 전철 신케이세이 선)           | 지바현 | 가마가야시 |
| 육상자위대 마쓰도 주둔지                                | 지바현 | 가마가야시 |
| 57번 지바현도                                           | 지바현 | 가마가야시 |
| 기타하쓰토미 역 (신케이세이 전철 신케이세이 선)         | 지바현 | 가마가야시 |
| 도부 철도 노다 선                                       | 지바현 | 가마가야시 |
| 8번 지바현도                                            | 지바현 | 가마가야시 |
| 하쓰토미 역 (신케이세이 전철 신케이세이 선)             | 지바현 | 가마가야시 |
| 가마가야 시청                                           | 지바현 | 가마가야시 |
| 신카마가야 역 (호쿠소 철도, 신케이세이 전철, 도부 철도) | 지바현 | 가마가야시 |
| 니시시로이 역 (호쿠소 철도 호쿠소 선)                   | 지바현 | 시로이시   |
| 시로이 역 (호쿠소 철도 호쿠소 선)                       | 지바현 | 시로이시   |
| 16번 국도                                               | 지바현 | 시로이시   |
| 고무로 역 (호쿠소 철도 호쿠소 선)                       | 지바현 | 후나바시시 |
| 도쿄 전기 대학 지바 뉴타운 캠퍼스                       | 지바현 | 인자이시   |
| 지바 뉴타운 중앙역 (호쿠소 철도 호쿠소 선)              | 지바현 | 인자이시   |
| 인자이마키노하라 역 (호쿠소 철도 호쿠소 선)             | 지바현 | 인자이시   |
| 인바 차량 기지 (호쿠소 철도 호쿠소 선)                  | 지바현 | 인자이시   |
| 인바 니혼 의대 역 (호쿠소 철도 호쿠소 선)               | 지바현 | 인자이시   |
| 인바 늪                                                 | 지바현 | 인자이시   |
| 고즈노모리 역 (게이세이 전철 본선)                      | 지바현 | 나리타시   |
| 51번 국도                                               | 지바현 | 나리타시   |